# Гандичи
Гандичи — деревня в Убинском районе Новосибирской области. Входит в состав Круглоозерного сельсовета.

## География
Площадь деревни — 46 гектаров.

## Население
| 2002 | 2007 | 2010 |
| ---- | ---- | ---- |
| 146  | ↘124 | ↘98  |

## Инфраструктура
В деревне по данным на 2007 год функционируют 1 учреждение здравоохранения и 1 учреждение образования.